# Liste der Nummer-eins-Hits in Südkorea (2024)
Dies ist eine Liste der Nummer-eins-Hits in Südkorea im Jahr 2024, basierend auf den offiziellen Circle Charts (wöchentliche Top 200 Digital Chart bzw. Top 100 Album Chart).

## Singles
| ← 2023 ← | Liste der Nummer-eins-Hits in Südkorea | Liste der Nummer-eins-Hits in Südkorea                      | Liste der Nummer-eins-Hits in Südkorea | 2025 →                    |
| \| Zeitraum \| Wo. ges. \| Interpret \| Titel Autor(en) \| Zusätzliche Informationen \| \| (Zeitraum, Wochen auf Platz eins, Interpret, Titel, Autor[en], zusätzliche Informationen) \| \| \| \| \| \| ----------------------------------------------------------------------------------------- \| -------- \| ----------------------------------------------------------- \| ---------------------------------------------------------------------------------------------------------------------------------------------------------------------------------------------------------------------------------------------------------- \| ------------------------- \| \| 31. Dezember 2023 – 13. Januar 2024 2 Wochen (insgesamt 6) \| 6 \| Le Sserafim 르세라핌 \| Perfect Night Isabelle Zikai Gbotto Carlsson, Ninos Hanna, Niklas Per Jarelius Persson, Huh Yun-jin, Jorge Luis Perez Jr., Marcus A. Andersson, Lauren Amber Aquilina, Renée Amanda Ibanez, Bang Si-hyuk, Lauren Elizabeth Baker, Kim Byung-seok, Lee Kwan \| – \| \| 14. Januar 2024 – 20. Januar 2024 1 Woche \| 1 \| Lim Jae-hyun 임재현 \| Rhapsody of Sadness 비의 랩소디 Lee Se-joon, Joo Young-hoon \| – \| \| 21. Januar 2024 – 17. Februar 2024 4 Wochen \| 4 \| IU 아이유 \| Love Wins All Musik: Seo Dong-hwan; Text: Lee Ji-eun \| – \| \| 18. Februar 2024 – 16. März 2024 4 Wochen \| 4 \| Bibi 비비 \| Bam yang gang 밤양갱 Chang Ki-ha \| – \| \| 17. März 2024 – 6. April 2024 3 Wochen \| 3 \| (G)Idle (여자)아이들 \| Naneun apeun geon ttak jilsaeginikka (Fate) 나는 아픈 건 딱 질색이니까 Cho Il-sang, Yoon La-kyung, Park Ji-yong, Jeon So-yeon \| – \| \| 7. April 2024 – 27. April 2024 3 Wochen \| 3 \| Illit 아일릿 \| Magnetic James, Oh Hyeon-seon, Kim Na-yeon, Marcus A. Andersson, Lauren Amber Aquilina, Yi Yi-jin, Park Seong-jin, Park Wu-hyeon , Kim Su-bin , Lee Hee-ju , Salem Ilese Davern, Martin, Bang Si-hyuk, Kwon Do-hyeong \| – \| \| 28. April 2024 – 4. Mai 2024 1 Woche \| 1 \| Seventeen 세븐틴 \| Maestro Andreas Gustav Erik Öberg, Ninos Hanna, Youm Dong-kun, Niklas Per Jarelius Persson, Gabriel Erik Henrik Brunell Brandes, Maya Rose Wiola Pulgar Arctaedius, Justin Douglas Starling, Lee Ji-hoon, Kye Bum-joo, William Samuel Segerdahl \| – \| \| 5. Mai 2024 – 11. Mai 2024 1 Woche \| 1 \| Lim Young-woong 임영웅 \| Ongi 온기 Lim Young-woong, Kim Su-hyung, Kim Lee-na, Hwang Seon-ho \| – \| \| 12. Mai 2024 – 18. Mai 2024 1 Woche \| 1 \| Zico feat. Jennie 지코 \| Spot! Eun Hee-young, No Identity, Woo Ji-ho \| – \| \| 19. Mai 2024 – 22. Juni 2024 5 Wochen (insgesamt 11) \| 11 \| Aespa 에스파 \| Supernova Dwayne Allen Abernathy Jr., Kim Yeon-jung, Paris Alexa Williams \| – \| \| 23. Juni 2024 – 6. Juli 2024 2 Wochen \| 2 \| Lee Young-ji feat. D.O. 이영지 feat. 도경수 \| Small Girl Lee Young-ji, Park Jung-chul \| – \| \| 7. Juli 2024 – 27. Juli 2024 3 Wochen (insgesamt 11) \| 11 \| Aespa 에스파 \| Supernova Dwayne Allen Abernathy Jr., Kim Yeon-jung, Paris Alexa Williams \| – \| \| 28. Juli 2024 – 3. August 2024 1 Woche \| 1 \| NCT 127 \| Walk 삐그덕 Jonathan Joseph Hoskins, Landon Sears, Kwame Ametepee Tsikata, Paul Thompson, Stuart Lowery, Wutan \| – \| \| 4. August 2024 – 17. August 2024 2 Wochen (insgesamt 11) \| 11 \| Aespa 에스파 \| Supernova Dwayne Allen Abernathy Jr., Kim Yeon-jung, Paris Alexa Williams \| – \| \| 18. August 2024 – 24. August 2024 1 Woche \| 1 \| Plave \| Pump Up the Volume! Dohy, Plave, Viewhorse, Yeol \| – \| \| 25. August 2024 – 31. August 2024 1 Woche (insgesamt 11) \| 11 \| Aespa 에스파 \| Supernova Dwayne Allen Abernathy Jr., Kim Yeon-jung, Paris Alexa Williams \| – \| \| 1. September 2024 – 7. September 2024 1 Woche \| 1 \| Day6 \| Melt Down 녹아내려요 Hong Ji-sang, Park Sung-jin, Kim Won-pil, Kang Young-hyun \| – \| \| 8. September 2024 – 11. Oktober 2024 5 Wochen \| 5 \| Day6 \| Happy Hong Ji-sang, Park Sung-jin, Kim Won-pil, Kang Young-hyun \| – \| \| 12. Oktober 2024 – 19. Oktober 2024 1 Woche \| 1 \| Seventeen feat. DJ Khaled 세븐틴 feat. DJ Khaled \| Love, Money, Fame Carlyle Cosmas Savio Fernandes, Daniel Dicky Klein, Charlotte Taft, Chwe Han-sol, Lee Ji-hoon, Jakob Mihoubi, Rudi Daouk, Chang Seong-woo, Park Ki-tae, Khaled Mohamed Khaled, Kye Bum-joo \| – \| \| 20. Oktober 2024 – 30. November 2024 6 Wochen (insgesamt 10) \| 10 \| Rosé feat. Bruno Mars 로제 feat. Bruno Mars \| Apt. Theron Makiel Thomas, Philip Martin Lawrence II, Michael Donald Chapman, Peter Gene Hernandez, Christopher Steven Brown, Rogét Lufti Chahayed, Park Chae-young, Nicholas Barry Chinn, Omer Fedi, Henry Russell Walter, Amy Rose Allen \| – \| \| 1. Dezember 2024 – 7. Dezember 2024 1 Woche (insgesamt 7) \| 7 \| G-Dragon feat. Taeyang & Daesung G-Dragon feat. 태양 & 대성 \| Home Sweet Home Lennard Oestmann, Kim Seong-wu, Hwang Shin, Nos, Robin Lee Cho, Kim Byung-hoon, Seol Jeong-hun, Park Hong-jun, Cha Hyun-jung, Kwon Ji-yong \| – \| \| 8. Dezember 2024 – 4. Januar 2025 4 Wochen (insgesamt 10) \| 10 \| Rosé feat. Bruno Mars 로제 feat. Bruno Mars \| Apt. Theron Makiel Thomas, Philip Martin Lawrence II, Michael Donald Chapman, Peter Gene Hernandez, Christopher Steven Brown, Rogét Lufti Chahayed, Park Chae-young, Nicholas Barry Chinn, Omer Fedi, Henry Russell Walter, Amy Rose Allen \| – \| |                                        |                                                             | |                           |
| ← 2023 |                                        |                                                             | | → 2025 →                  |
| Zeitraum | Wo. ges.                               | Interpret                                                   | Titel Autor(en) | Zusätzliche Informationen |
| (Zeitraum, Wochen auf Platz eins, Interpret, Titel, Autor[en], zusätzliche Informationen) |                                        |                                                             | |                           |
| 31. Dezember 2023 – 13. Januar 2024 2 Wochen (insgesamt 6) | 6                                      | Le Sserafim 르세라핌                                        | Perfect Night Isabelle Zikai Gbotto Carlsson, Ninos Hanna, Niklas Per Jarelius Persson, Huh Yun-jin, Jorge Luis Perez Jr., Marcus A. Andersson, Lauren Amber Aquilina, Renée Amanda Ibanez, Bang Si-hyuk, Lauren Elizabeth Baker, Kim Byung-seok, Lee Kwan | –                         |
| 14. Januar 2024 – 20. Januar 2024 1 Woche | 1                                      | Lim Jae-hyun 임재현                                         | Rhapsody of Sadness 비의 랩소디 Lee Se-joon, Joo Young-hoon | –                         |
| 21. Januar 2024 – 17. Februar 2024 4 Wochen | 4                                      | IU 아이유                                                   | Love Wins All Musik: Seo Dong-hwan; Text: Lee Ji-eun | –                         |
| 18. Februar 2024 – 16. März 2024 4 Wochen | 4                                      | Bibi 비비                                                   | Bam yang gang 밤양갱 Chang Ki-ha | –                         |
| 17. März 2024 – 6. April 2024 3 Wochen | 3                                      | (G)Idle (여자)아이들                                        | Naneun apeun geon ttak jilsaeginikka (Fate) 나는 아픈 건 딱 질색이니까 Cho Il-sang, Yoon La-kyung, Park Ji-yong, Jeon So-yeon | –                         |
| 7. April 2024 – 27. April 2024 3 Wochen | 3                                      | Illit 아일릿                                                | Magnetic James, Oh Hyeon-seon, Kim Na-yeon, Marcus A. Andersson, Lauren Amber Aquilina, Yi Yi-jin, Park Seong-jin, Park Wu-hyeon , Kim Su-bin , Lee Hee-ju , Salem Ilese Davern, Martin, Bang Si-hyuk, Kwon Do-hyeong                                      | –                         |
| 28. April 2024 – 4. Mai 2024 1 Woche | 1                                      | Seventeen 세븐틴                                            | Maestro Andreas Gustav Erik Öberg, Ninos Hanna, Youm Dong-kun, Niklas Per Jarelius Persson, Gabriel Erik Henrik Brunell Brandes, Maya Rose Wiola Pulgar Arctaedius, Justin Douglas Starling, Lee Ji-hoon, Kye Bum-joo, William Samuel Segerdahl            | –                         |
| 5. Mai 2024 – 11. Mai 2024 1 Woche | 1                                      | Lim Young-woong 임영웅                                      | Ongi 온기 Lim Young-woong, Kim Su-hyung, Kim Lee-na, Hwang Seon-ho | –                         |
| 12. Mai 2024 – 18. Mai 2024 1 Woche | 1                                      | Zico feat. Jennie 지코                                      | Spot! Eun Hee-young, No Identity, Woo Ji-ho | –                         |
| 19. Mai 2024 – 22. Juni 2024 5 Wochen (insgesamt 11) | 11                                     | Aespa 에스파                                                | Supernova Dwayne Allen Abernathy Jr., Kim Yeon-jung, Paris Alexa Williams | –                         |
| 23. Juni 2024 – 6. Juli 2024 2 Wochen | 2                                      | Lee Young-ji feat. D.O. 이영지 feat. 도경수                 | Small Girl Lee Young-ji, Park Jung-chul | –                         |
| 7. Juli 2024 – 27. Juli 2024 3 Wochen (insgesamt 11) | 11                                     | Aespa 에스파                                                | Supernova Dwayne Allen Abernathy Jr., Kim Yeon-jung, Paris Alexa Williams | –                         |
| 28. Juli 2024 – 3. August 2024 1 Woche | 1                                      | NCT 127                                                     | Walk 삐그덕 Jonathan Joseph Hoskins, Landon Sears, Kwame Ametepee Tsikata, Paul Thompson, Stuart Lowery, Wutan | –                         |
| 4. August 2024 – 17. August 2024 2 Wochen (insgesamt 11) | 11                                     | Aespa 에스파                                                | Supernova Dwayne Allen Abernathy Jr., Kim Yeon-jung, Paris Alexa Williams | –                         |
| 18. August 2024 – 24. August 2024 1 Woche | 1                                      | Plave                                                       | Pump Up the Volume! Dohy, Plave, Viewhorse, Yeol | –                         |
| 25. August 2024 – 31. August 2024 1 Woche (insgesamt 11) | 11                                     | Aespa 에스파                                                | Supernova Dwayne Allen Abernathy Jr., Kim Yeon-jung, Paris Alexa Williams | –                         |
| 1. September 2024 – 7. September 2024 1 Woche | 1                                      | Day6                                                        | Melt Down 녹아내려요 Hong Ji-sang, Park Sung-jin, Kim Won-pil, Kang Young-hyun | –                         |
| 8. September 2024 – 11. Oktober 2024 5 Wochen | 5                                      | Day6                                                        | Happy Hong Ji-sang, Park Sung-jin, Kim Won-pil, Kang Young-hyun | –                         |
| 12. Oktober 2024 – 19. Oktober 2024 1 Woche | 1                                      | Seventeen feat. DJ Khaled 세븐틴 feat. DJ Khaled            | Love, Money, Fame Carlyle Cosmas Savio Fernandes, Daniel Dicky Klein, Charlotte Taft, Chwe Han-sol, Lee Ji-hoon, Jakob Mihoubi, Rudi Daouk, Chang Seong-woo, Park Ki-tae, Khaled Mohamed Khaled, Kye Bum-joo                                               | –                         |
| 20. Oktober 2024 – 30. November 2024 6 Wochen (insgesamt 10) | 10                                     | Rosé feat. Bruno Mars 로제 feat. Bruno Mars                 | Apt. Theron Makiel Thomas, Philip Martin Lawrence II, Michael Donald Chapman, Peter Gene Hernandez, Christopher Steven Brown, Rogét Lufti Chahayed, Park Chae-young, Nicholas Barry Chinn, Omer Fedi, Henry Russell Walter, Amy Rose Allen                 | –                         |
| 1. Dezember 2024 – 7. Dezember 2024 1 Woche (insgesamt 7) | 7                                      | G-Dragon feat. Taeyang & Daesung G-Dragon feat. 태양 & 대성 | Home Sweet Home Lennard Oestmann, Kim Seong-wu, Hwang Shin, Nos, Robin Lee Cho, Kim Byung-hoon, Seol Jeong-hun, Park Hong-jun, Cha Hyun-jung, Kwon Ji-yong                                                                                                 | –                         |
| 8. Dezember 2024 – 4. Januar 2025 4 Wochen (insgesamt 10) | 10                                     | Rosé feat. Bruno Mars 로제 feat. Bruno Mars                 | Apt. Theron Makiel Thomas, Philip Martin Lawrence II, Michael Donald Chapman, Peter Gene Hernandez, Christopher Steven Brown, Rogét Lufti Chahayed, Park Chae-young, Nicholas Barry Chinn, Omer Fedi, Henry Russell Walter, Amy Rose Allen                 | –                         |

## Alben
| ← 2023 ← | Liste der Nummer-eins-Hits in Südkorea | Liste der Nummer-eins-Hits in Südkorea | Liste der Nummer-eins-Hits in Südkorea             | 2025 →                    |
| \| Zeitraum \| Wo. ges. \| Interpret \| Titel \| Zusätzliche Informationen \| \| (Zeitraum, Wochen auf Platz eins, Interpret, Titel, zusätzliche Informationen) \| \| \| \| \| \| ------------------------------------------------------------------------------ \| -------- \| -------------------------------------- \| -------------------------------------------------- \| ------------------------- \| \| 24. Dezember 2023 – 6. Januar 2024 2 Wochen \| 2 \| NCT 127 \| Be There for Me \| – \| \| 7. Januar 2024 – 13. Januar 2024 1 Woche \| 1 \| Itzy 있지 \| Born to Be \| – \| \| 14. Januar 2024 – 20. Januar 2024 1 Woche \| 1 \| Nmixx \| Fe3O4: Break \| – \| \| 21. Januar 2024 – 27. Januar 2024 1 Woche \| 1 \| TWS 투어스 \| Sparkling Blue – 1st Mini Album \| – \| \| 28. Januar 2024 – 3. Februar 2024 1 Woche \| 1 \| (G)Idle (여자)아이들 \| 2 \| – \| \| 4. Februar 2024 – 10. Februar 2024 1 Woche \| 1 \| P1Harmony \| Killin’ It 때깔 \| – \| \| 11. Februar 2024 – 17. Februar 2024 1 Woche \| 1 \| n.SSign 엔싸인 \| Happy & – 2nd Mini Album \| – \| \| 18. Februar 2024 – 24. Februar 2024 1 Woche \| 1 \| Le Sserafim \| Easy \| – \| \| 25. Februar 2024 – 2. März 2024 1 Woche \| 1 \| Plave \| Asterum: 134-1 \| – \| \| 3. März 2024 – 9. März 2024 1 Woche \| 1 \| NCT Wish \| Wish \| – \| \| 10. März 2024 – 16. März 2024 1 Woche \| 1 \| Tempest 템페스트 \| Voyage \| – \| \| 17. März 2024 – 23. März 2024 1 Woche \| 1 \| The Boyz 더보이즈 \| Phantasy Pt. 3: Love Letter \| – \| \| 24. März 2024 – 30. März 2024 1 Woche \| 1 \| NCT Dream \| Dream()scape \| – \| \| 31. März 2024 – 6. April 2024 1 Woche \| 1 \| Tomorrow X Together 투모로우바이투게더 \| Minisode 3: Tomorrow \| – \| \| 7. April 2024 – 13. April 2024 1 Woche \| 1 \| Epex 이펙스 \| Youth – Chapter 1: Youth Days 소화 1장 : 청춘 시절 \| – \| \| 14. April 2024 – 20. April 2024 1 Woche \| 1 \| Boynextdoor \| How? \| – \| \| 21. April 2024 – 27. April 2024 1 Woche \| 1 \| Lee Chan-won 이찬원 \| Bright \| – \| \| 28. April 2024 – 11. Mai 2024 2 Wochen \| 2 \| Seventeen 세븐틴 \| Best Album ‘17 Is Right Here’ \| – \| \| 12. Mai 2024 – 18. Mai 2024 1 Woche \| 1 \| Zerobaseone 제로베이스원 \| You Had Me at Hello \| – \| \| 19. Mai 2024 – 25. Mai 2024 1 Woche \| 1 \| NewJeans \| How Sweet \| – \| \| 26. Mai 2024 – 1. Juni 2024 1 Woche \| 1 \| Ateez 에이티즈 \| Golden Hour: Part 1 \| – \| \| 2. Juni 2024 – 8. Juni 2024 1 Woche \| 1 \| WayV \| Give Me That – The 5th Mini Album \| – \| \| 9. Juni 2024 – 15. Juni 2024 1 Woche \| 1 \| Nayeon 나연 \| Na \| – \| \| 16. Juni 2024 – 22. Juni 2024 1 Woche \| 1 \| NewJeans \| Supernatural \| – \| \| 23. Juni 2024 – 29. Juni 2024 1 Woche \| 1 \| TWS 투어스 \| Summer Beat! – 2nd Mini Album \| – \| \| 30. Juni 2024 – 6. Juli 2024 1 Woche \| 1 \| NCT Wish \| Songbird \| – \| \| 7. Juli 2024 – 13. Juli 2024 1 Woche (insgesamt 2) \| 2 \| Enhypen \| Romance: Untold \| – \| \| 14. Juli 2024 – 20. Juli 2024 1 Woche (insgesamt 2) \| 2 \| Stray Kids 스트레이 키즈 \| Ate \| – \| \| 21. Juli 2024 – 27. Juli 2024 1 Woche (insgesamt 2) \| 2 \| Enhypen \| Romance: Untold \| – \| \| 28. Juli 2024 – 3. August 2024 1 Woche \| 1 \| Enhypen \| Romance: Untold (Weverse) \| – \| \| 4. August 2024 – 10. August 2024 1 Woche (insgesamt 2) \| 2 \| Stray Kids 스트레이 키즈 \| Ate \| – \| \| 11. August 2024 – 17. August 2024 1 Woche \| 1 \| Fromis 9 프로미스나인 \| Supersonic \| – \| \| 18. August 2024 – 24. August 2024 1 Woche \| 1 \| Nmixx \| Fe3O4: Stick Out \| – \| \| 25. August 2024 – 31. August 2024 1 Woche (insgesamt 2) \| 2 \| Zerobaseone 제로베이스원 \| Cinema Paradise \| – \| \| 1. September 2024 – 7. September 2024 1 Woche \| 1 \| Baekhyun 백현 \| Hello, World – the 4th Mini Album \| – \| \| 8. September 2024 – 14. September 2024 1 Woche \| 1 \| BoyNextDoor \| 19.99 \| – \| \| 15. September 2024 – 21. September 2024 1 Woche \| 1 \| Riize \| Riizing: Epilogue – The 1st Mini Album \| – \| \| 22. September 2024 – 28. September 2024 1 Woche \| 1 \| NCT Wish \| Steady – The 1st Mini Album \| – \| \| 29. September 2024 – 4. Oktober 2024 1 Woche \| 1 \| NCT 127 \| Walk – The 6th Album \| – \| \| 5. Oktober 2024 – 11. Oktober 2024 1 Woche (insgesamt 2) \| 2 \| Zerobaseone 제로베이스원 \| Cinema Paradise \| – \| \| 12. Oktober 2024 – 19. Oktober 2024 1 Woche \| 1 \| Seventeen 세븐틴 \| 12th Mini Album ‘Spill the Eels’ \| – \| \| 20. Oktober 2024 – 26. Oktober 2024 1 Woche \| 1 \| Aespa 에스파 \| Whiplash – The 5th Mini Album \| – \| \| 27. Oktober 2024 – 2. November 2024 1 Woche \| 1 \| Babymonster \| Drip (Nemo) \| – \| \| 3. November 2024 – 9. November 2024 1 Woche \| 1 \| Tomorrow X Together 투모로우바이투게더 \| The Star Chapter: Sanctuary 별의 장: Sanctuary \| – \| \| 10. November 2024 – 16. November 2024 1 Woche \| 1 \| Enhypen \| Romance: Untold (Daydream) \| – \| \| 17. November 2024 – 23. November 2024 1 Woche \| 1 \| Ateez 에이티즈 \| Golden Hour: Part 2 \| – \| \| 24. November 2024 – 30. November 2024 1 Woche \| 1 \| TWS 투어스 \| Last Bell – 1st Single \| – \| \| 1. Dezember 2024 – 7. Dezember 2024 1 Woche \| 1 \| Twice \| Strategy \| – \| \| 8. Dezember 2024 – 21. Dezember 2024 2 Wochen \| 2 \| Stray Kids 스트레이 키즈 \| Hop 合 \| – \| \| 22. Dezember 2024 – 28. Dezember 2024 1 Woche \| 1 \| Irene 아이린 \| Like a Flower – The 1st Mini Album \| – \| \| 29. Dezember 2024 – 4. Januar 2025 1 Woche \| 1 \| NCT Dream \| Dreamscape \| – \| |                                        |                                        |                                                    |                           |
| ← 2023 |                                        |                                        |                                                    | → 2025 →                  |
| Zeitraum | Wo. ges.                               | Interpret                              | Titel                                              | Zusätzliche Informationen |
| (Zeitraum, Wochen auf Platz eins, Interpret, Titel, zusätzliche Informationen) |                                        |                                        |                                                    |                           |
| 24. Dezember 2023 – 6. Januar 2024 2 Wochen | 2                                      | NCT 127                                | Be There for Me                                    | –                         |
| 7. Januar 2024 – 13. Januar 2024 1 Woche | 1                                      | Itzy 있지                              | Born to Be                                         | –                         |
| 14. Januar 2024 – 20. Januar 2024 1 Woche | 1                                      | Nmixx                                  | Fe3O4: Break                                       | –                         |
| 21. Januar 2024 – 27. Januar 2024 1 Woche | 1                                      | TWS 투어스                             | Sparkling Blue – 1st Mini Album                    | –                         |
| 28. Januar 2024 – 3. Februar 2024 1 Woche | 1                                      | (G)Idle (여자)아이들                   | 2                                                  | –                         |
| 4. Februar 2024 – 10. Februar 2024 1 Woche | 1                                      | P1Harmony                              | Killin’ It 때깔                                    | –                         |
| 11. Februar 2024 – 17. Februar 2024 1 Woche | 1                                      | n.SSign 엔싸인                         | Happy & – 2nd Mini Album                           | –                         |
| 18. Februar 2024 – 24. Februar 2024 1 Woche | 1                                      | Le Sserafim                            | Easy                                               | –                         |
| 25. Februar 2024 – 2. März 2024 1 Woche | 1                                      | Plave                                  | Asterum: 134-1                                     | –                         |
| 3. März 2024 – 9. März 2024 1 Woche | 1                                      | NCT Wish                               | Wish                                               | –                         |
| 10. März 2024 – 16. März 2024 1 Woche | 1                                      | Tempest 템페스트                       | Voyage                                             | –                         |
| 17. März 2024 – 23. März 2024 1 Woche | 1                                      | The Boyz 더보이즈                      | Phantasy Pt. 3: Love Letter                        | –                         |
| 24. März 2024 – 30. März 2024 1 Woche | 1                                      | NCT Dream                              | Dream()scape                                       | –                         |
| 31. März 2024 – 6. April 2024 1 Woche | 1                                      | Tomorrow X Together 투모로우바이투게더 | Minisode 3: Tomorrow                               | –                         |
| 7. April 2024 – 13. April 2024 1 Woche | 1                                      | Epex 이펙스                            | Youth – Chapter 1: Youth Days 소화 1장 : 청춘 시절 | –                         |
| 14. April 2024 – 20. April 2024 1 Woche | 1                                      | Boynextdoor                            | How?                                               | –                         |
| 21. April 2024 – 27. April 2024 1 Woche | 1                                      | Lee Chan-won 이찬원                    | Bright                                             | –                         |
| 28. April 2024 – 11. Mai 2024 2 Wochen | 2                                      | Seventeen 세븐틴                       | Best Album ‘17 Is Right Here’                      | –                         |
| 12. Mai 2024 – 18. Mai 2024 1 Woche | 1                                      | Zerobaseone 제로베이스원               | You Had Me at Hello                                | –                         |
| 19. Mai 2024 – 25. Mai 2024 1 Woche | 1                                      | NewJeans                               | How Sweet                                          | –                         |
| 26. Mai 2024 – 1. Juni 2024 1 Woche | 1                                      | Ateez 에이티즈                         | Golden Hour: Part 1                                | –                         |
| 2. Juni 2024 – 8. Juni 2024 1 Woche | 1                                      | WayV                                   | Give Me That – The 5th Mini Album                  | –                         |
| 9. Juni 2024 – 15. Juni 2024 1 Woche | 1                                      | Nayeon 나연                            | Na                                                 | –                         |
| 16. Juni 2024 – 22. Juni 2024 1 Woche | 1                                      | NewJeans                               | Supernatural                                       | –                         |
| 23. Juni 2024 – 29. Juni 2024 1 Woche | 1                                      | TWS 투어스                             | Summer Beat! – 2nd Mini Album                      | –                         |
| 30. Juni 2024 – 6. Juli 2024 1 Woche | 1                                      | NCT Wish                               | Songbird                                           | –                         |
| 7. Juli 2024 – 13. Juli 2024 1 Woche (insgesamt 2) | 2                                      | Enhypen                                | Romance: Untold                                    | –                         |
| 14. Juli 2024 – 20. Juli 2024 1 Woche (insgesamt 2) | 2                                      | Stray Kids 스트레이 키즈               | Ate                                                | –                         |
| 21. Juli 2024 – 27. Juli 2024 1 Woche (insgesamt 2) | 2                                      | Enhypen                                | Romance: Untold                                    | –                         |
| 28. Juli 2024 – 3. August 2024 1 Woche | 1                                      | Enhypen                                | Romance: Untold (Weverse)                          | –                         |
| 4. August 2024 – 10. August 2024 1 Woche (insgesamt 2) | 2                                      | Stray Kids 스트레이 키즈               | Ate                                                | –                         |
| 11. August 2024 – 17. August 2024 1 Woche | 1                                      | Fromis 9 프로미스나인                  | Supersonic                                         | –                         |
| 18. August 2024 – 24. August 2024 1 Woche | 1                                      | Nmixx                                  | Fe3O4: Stick Out                                   | –                         |
| 25. August 2024 – 31. August 2024 1 Woche (insgesamt 2) | 2                                      | Zerobaseone 제로베이스원               | Cinema Paradise                                    | –                         |
| 1. September 2024 – 7. September 2024 1 Woche | 1                                      | Baekhyun 백현                          | Hello, World – the 4th Mini Album                  | –                         |
| 8. September 2024 – 14. September 2024 1 Woche | 1                                      | BoyNextDoor                            | 19.99                                              | –                         |
| 15. September 2024 – 21. September 2024 1 Woche | 1                                      | Riize                                  | Riizing: Epilogue – The 1st Mini Album             | –                         |
| 22. September 2024 – 28. September 2024 1 Woche | 1                                      | NCT Wish                               | Steady – The 1st Mini Album                        | –                         |
| 29. September 2024 – 4. Oktober 2024 1 Woche | 1                                      | NCT 127                                | Walk – The 6th Album                               | –                         |
| 5. Oktober 2024 – 11. Oktober 2024 1 Woche (insgesamt 2) | 2                                      | Zerobaseone 제로베이스원               | Cinema Paradise                                    | –                         |
| 12. Oktober 2024 – 19. Oktober 2024 1 Woche | 1                                      | Seventeen 세븐틴                       | 12th Mini Album ‘Spill the Eels’                   | –                         |
| 20. Oktober 2024 – 26. Oktober 2024 1 Woche | 1                                      | Aespa 에스파                           | Whiplash – The 5th Mini Album                      | –                         |
| 27. Oktober 2024 – 2. November 2024 1 Woche | 1                                      | Babymonster                            | Drip (Nemo)                                        | –                         |
| 3. November 2024 – 9. November 2024 1 Woche | 1                                      | Tomorrow X Together 투모로우바이투게더 | The Star Chapter: Sanctuary 별의 장: Sanctuary     | –                         |
| 10. November 2024 – 16. November 2024 1 Woche | 1                                      | Enhypen                                | Romance: Untold (Daydream)                         | –                         |
| 17. November 2024 – 23. November 2024 1 Woche | 1                                      | Ateez 에이티즈                         | Golden Hour: Part 2                                | –                         |
| 24. November 2024 – 30. November 2024 1 Woche | 1                                      | TWS 투어스                             | Last Bell – 1st Single                             | –                         |
| 1. Dezember 2024 – 7. Dezember 2024 1 Woche | 1                                      | Twice                                  | Strategy                                           | –                         |
| 8. Dezember 2024 – 21. Dezember 2024 2 Wochen | 2                                      | Stray Kids 스트레이 키즈               | Hop 合                                             | –                         |
| 22. Dezember 2024 – 28. Dezember 2024 1 Woche | 1                                      | Irene 아이린                           | Like a Flower – The 1st Mini Album                 | –                         |
| 29. Dezember 2024 – 4. Januar 2025 1 Woche | 1                                      | NCT Dream                              | Dreamscape                                         | –                         |